# Smart City Cabrio
Smart City Cabrio — автомобиль компании Smart. Вариант модели — Smart City Coupe с кузовом типа кабриолет.
Выпускался с марта 2000 г.по январь 2004 г, выпускались две модификации Smart Cabrio.
Pulseоснащение соответствует модели Smart City Coupe  Pulse;
Passionоснащение соответствует Smart City Coupe Passion, дополнительно под водительским сидением оборудован закрывающийся ящик.
City Cabrio имел иное нежели City Coupe оформление передней и задней частей.
Двигатель, трансмиссия, подвеска и тормоза полностью соответствовали модели Smart City Coupe

## Кузов
Стальной несущий каркас однообъёмной компоновки (черного либо серебристого цвета) оснащался складным мягким верхом производства фирмы Webasto.
Крыша в Smart City Cabrio полуавтоматическая и состоит из:
- Раздвижной крыши
- Складного верха
- Боковых направляющих